# Bậc thầy tái hợp
Bậc thầy tái hợp (Tiếng Trung Quốc: 复合大师, Tiếng Anh: Healing Master), là bộ phim truyền hình Trung Quốc, phát sóng trên Đài Vệ tinh Chiết Giang. Phim do Trần Sướng và Vu Trung Trung đạo diễn, các diễn viên chính Giả Nãi Lượng, Vương Hiểu Thần, Đại Lạc Lạc, Đặng Siêu.

## Nội dung
Châu Mạt (Vương Hiểu Thần) và Hạ Châu Nhất (Đại Lạc Lạc) là hai chị em cùng cha khác mẹ. Cô em gái Châu Mạt không cần phải quá vất vả cũng có người vì cô ấy mà sẵn sàng thanh toán, còn cô chị lại là người sinh ra số mệnh đã vất vả. Châu Nhất và Lý Đoạn (Giả Nãi Lượng) là bạn đại học, cũng là mối tình đầu của nhau, nhưng vì một sự cố mà hai người hiểu lầm, vì thế chia tay.
Sau này Lý Đoạn mở một văn phòng tái hợp, trở thành chuyên gia tái hợp chuyên giúp mọi người hàn gắn tình cảm, Châu Mạt lại vô tình trở thành một thành viên trong đoàn tái hợp đó. Trùng hợp, một Châu Nhất từng chịu nỗi đau tình yêu cũng mở một văn phòng chia tay của chính mình và trở thành chuyên gia chia tay. Khi giải quyết vấn đề tình cảm cho khách hàng, họ đã đụng phải nhau.

## Diễn viên

### Diễn viên chính
| Diễn viên       | Vai diễn     | Mô tả |
| --------------- | ------------ | ----- |
| Giả Nãi Lượng   | Lý Đoạn      |       |
| Vương Hiểu Thần | Châu Mạt     |       |
| Đại Lạc Lạc     | Hạ Chu Nhất  |       |
| Đặng Siêu       | Mai Viễn Quý |       |

### Các diễn viên khác
| Diễn viên       | Vai diễn        | Mô tả |
| --------------- | --------------- | ----- |
| Lương Siêu      | Giáo sư Bao     |       |
| Ngô Á Hoành     | Băng dính       |       |
| Khuất Tinh Tinh | Diệp Tử         |       |
| Trương Siêu     | Dư Quang        |       |
| Trần Hách       | Lâm Du Dương    |       |
| Diêm Ny         | Cố Tiểu Ý       |       |
| Vương Cơ        | Mẹ Lý Đoạn      |       |
| Tất Ngạn Quân   | Bố Lý Đoạn      |       |
| Tạ Nam          | Tina            |       |
| Lý Mậu          | Bàng Vĩ         |       |
| Vương Soái Soái | Phương Miểu     |       |
| Cao Hâm         | Tương Mặc Nhiên |       |

## Nhạc phim
| STT | Nhan đề                                  | Ca sĩ        | Thời lượng |
| --- | ---------------------------------------- | ------------ | ---------- |
| 1.  | "Xin lỗi, đã không kịp" (Bài hát chủ đề) | Thôi Tử Cách |            |

## Rating
Số liệu được tính trên 52 tỉnh thành. Nguồn: CSM52
| Tập   | Ngày phát sóng  | Rating | Thị phần |
| ----- | --------------- | ------ | -------- |
| 1-2   | 2 tháng 7, 2017 | 0.518  | 1.766    |
| 3-4   | 3 tháng 7, 2017 | 0.41   | 1.447    |
| 5-6   | 4 tháng 7, 2017 | 0.433  | 1.527    |
| 7-8   | 5 tháng 7, 2017 | 0.453  | 1.558    |
| 9-10  | 6 tháng 7, 2017 | 0.641  | 2.166    |
| 11-12 | 7 tháng 7, 2017 | 0.67   | 2.38     |
| 13    | 8 tháng 7, 2017 | 0.591  | 2.11     |
| 14-15 | 9 tháng 7, 2017 | 0.489  | 1.67     |